# Peter Tereszczuk
Peter Tereszczuk (ukrainisch Петро Терещук Petro Tereschtschuk; * 9. Februar 1875 in Wybudow, Ostgalizien, Österreich-Ungarn; † 14. August 1963 in Wien) war ein österreichischer Bildhauer.
Der Höhepunkt des Schaffens des in Wybudow (Вибудів) im heutigen Rajon Kosowa der ukrainischen Oblast Ternopil geborenen Peter Tereszczuk lag in den Jahren zwischen 1895 und 1925 in Wien. In Sammlerkreisen ist er durch seine Bronzefiguren im Stil des Art déco bekannt, die typischerweise braun patiniert, 15–30 cm hoch und gelegentlich mit Elfenbeineinsätzen versehen sind (zum Beispiel elfenbeingeschnitzte Gesichter). Sie sind am unteren, hinteren Rand mit dem Schriftzug P.Tereszczuk (Einzeldruckbuchstaben) und dem Stempel der Gießerei Tereszczuk u. Ullmann versehen (T und U als Großbuchstaben ineinandergeschachtelt und quadratisch umrahmt). 
Als Vertreter des Jugendstils sind durch ihn nicht nur kleine Skulpturen, sondern auch eine Reihe von figürlich überformten Gebrauchsgegenständen entstanden (etwa Schreibtischgarnituren oder Leuchten), die von Arthur Rubenstein und Weichmann, Wiesbaden handwerklich umgesetzt wurden. Durch antiquarische Auktionshäuser werden seine Bronzeskulpturen europaweit und bis nach Amerika gehandelt.